# Giả dược
Placebo (phát âm tiếng Anh: /pləˈsiːboʊ/ plə-SEE-boh; từ tiếng Latinh placēbō "Tôi sẽ hài lòng") là vật chất hay phương pháp trị liệu được thiết kế để không có hiệu quả điều trị, hay nói cách khác là giả dược. Placebo được áp dụng lên người và làm cho họ nghĩ rằng họ đang được điều trị tích cực và sẽ có hiệu quả. Hiện tượng trái ngược với placebo là nocebo.
Nhìn chung, giả dược có thể có khả năng tác động lên cách người bệnh nhận thức tình trạng bệnh của họ và thúc giục người bệnh có niềm tin tích cực vào liệu pháp điều trị mà họ được nhận, qua đó thúc đẩy các quá trình hóa học của cơ thể để giảm đau và một số triệu chứng khác. Những cải thiện mà bệnh nhân trải qua sau khi được điều trị bằng giả dược cũng có thể là do các yếu tố không liên quan, chẳng hạn như hồi quy về mức trung bình (hồi phục tự nhiên sau bệnh).
Trong thử nghiệm thuốc chữa bệnh và nghiên cứu y học, placebo được sử dụng trong quá trình thử nghiệm lâm sàng loại thuốc. Giả dược trông giống như một loại thuốc mới nhưng không chứa các thành phần hoạt chất của thuốc để đánh giá hiệu quả và tác động của thuốc.